# Frans Fast
Frans Oskar Fast (Svédország, Jönköping, 1885, szeptember 30. – Svédország, Stockholm, 1959. június 29.) svéd olimpikon, kötélhúzó.
Az 1908. évi nyári olimpiai játékokon indult kötélhúzásban a svéd válogatottal. Rajtuk kívül még három brit rendőr válogatott és az amerikaiak indultak. Az első körben nem versenyeztek, majd az elődöntőben kikaptak a liverpooli rendőrség csapatától. A bronzmérkőzésen a Metropolitan Police "K" Division-tól is kikaptak, így negyedikek lettek.